# Municipio de Camajuaní
Municipio de Camajuaní är en kommun i Kuba.   Den ligger i provinsen Provincia de Villa Clara, i den centrala delen av landet, 280 km öster om huvudstaden Havanna.